# 太麻里溪
太麻里溪，台東縣的一條溪流。源自中央山脈南段主峰北大武山、南大武山的東側斜坡，主流長35公里，集水面積226.3平方公里。

## 水系主要河川
以下由下游至源頭列出水系主要河川，其中粗體字為主流河道。
- 太麻里溪：台東縣太麻里鄉、金峰鄉
  - 庫拉濃溪：金峰鄉
  - 多利溪：金峰鄉
  - 麻利霧溪：金峰鄉
  - 馬奴爾溪：金峰鄉
    - 達巴拉頓溪：金峰鄉

  - 讀卜吾溪：金峰鄉
  - 地那巴蘭溪：金峰鄉
  - 麻勒得勃溪：金峰鄉
  - 堤那巴蘭溪：金峰鄉
  - 補拉米溪：金峰鄉
  - 補拉米溪：金峰鄉
  - 救國救爾溪：金峰鄉
  - 斗里斗里溪：金峰鄉

## 潰堤記錄
- 2005年7月，颱風海棠
- 2009年8月，颱風莫拉克

## 四周交通
- 台鐵南迴線（太麻里車站）

## 名產
- 高身鏟頜魚

## 外部連結
- 太麻里溪
- 圖片:太麻里溪床